# Foith Károly
Foith Károly, a német nyelvű szakirodalomban Karl Foith (1813 körül – Máramarossziget, 1891. november vége-december eleje) geológus, sóbányahivatali főnök.

## Élete
Királyi sóbányahivatali főnök volt Désaknán illetve Tordán. Cikkei a nagyszebeni Verhandlungen und Mittheilungen des Siebenbürgische Vereins für Naturwissenschaften című lapban jelentek meg 1850 és 1852 között, valamint 1880-ban és 1882-ben. Elhunyt 78 éves korában, 1891-ben. Felesége Felvinczi Rozália volt.

## Művei
- Észlelések a kőzetek belső erőhatási átalakulására és egy új kőzetre vonatkozólag. Kolozsvár, 1879.
- Töredék a jövő geologiájából az erdélyi földismei viszonyokból kiindulva. Budapest, 1880.
- Leitpunkte in der Richtung jener Annahme, wornach sämmtliche Mineralmassen ursprünglicherweise aus dem Meerwasser durch die Organismen, im engen organischen Verbande dieser, niedergeschlagen worden seien. Klausenburg, 1881.
- Andeutungen gerichtet auf die Erkenntniss dessen, dass sämmtliche Gesteinmassen primärer Art aus dem Meereswasser durch die Organismen niedergeschlagen worden seien. Klausenburg, 1882.
- Emlékirat. Intézve a földtan magyarhoni ügybarátaihoz. Kolozsvár, 1883.
- Einleitung und Einladung zu der vom Gefertigten zum Ziele genommenen Gesteinausstellung, gerichtet auf den Nachweis des massenhaften Auftretens von Protistenbildungen in den Feldspath-Gesteinen, vorgreifend dem diessbezüglichen Verzeichnisse. Klausenburg, 1884.
- Das geologische Ungeheuer oder die Ableitung der Mineralmassen auf organischer Grundlage. Klausenburg, 1885.